# Çeltek, Gölbaşı
Çeltek là một xã thuộc huyện Gölbaşı, tỉnh Ankara, Thổ Nhĩ Kỳ. Dân số thời điểm năm 2011 là 62 người.